# Aslauga australis
Јужни љубичасти (лат. Aslauga australis, енгл. Southern purple) је врста инсекта из реда лептира (Lepidoptera) и породице плаваца (Lycaenidae).

## Распрострањење
Ареал врсте је ограничен на једну државу. Јужноафричка Република је једино познато природно станиште врсте. Станиште су му саване и приобалне шуме у Источном Кејпу и Квазулу-Наталу.

## Угроженост
Ова врста се сматра рањивом у погледу угрожености врсте од изумирања.